# Manaus
Manaus este un oraș în Brazilia, capitala statului federal Amazonas (AM). Orașul este amplasat pe malul lui Rio Negro, la 11 km depărtare de punctul său de vărsare în Amazon. În perioada 1870 - 1910, orașul a devenit cunoscut prin exportul de cauciuc natural; în prezent, Manaus este un centru turistic, de unde se pot întreprinde călătorii în jungla din bazinul Amazonului. La recensământul din 2007, Manaus a avut populația de 1,646,602 de locuitori.

## Date geografice
Orașul se află la altitudinea de 92 m deasupra n.m. Pe malul estic al lui Rio Negro, la 1700 km de Belém unde se află gura de vărsare a Amazonului în Atlantic. Orășelele din apropirere, Careiro da Várzea, Iranduba, Itacoatiara, Novo Airão, Presidente Figueiredo și Rio Preto da Eva, au fost integrate în anul 2007, rămând separate de Manaus numai  Careiro, Manacapuru și Manaquiri. Manaus este subîmpărțit în 6 zone (Zona Leste, Zona Norte, Zona Oeste, Zona Centro-Oeste, Zona Sul și Zona Centro-Sul) și 14 districte cu 222 de cartiere, centrul fiind amplasat în partea de sud orașului.

## Clima
Din cauza apropierii de Ecuator, Manaus aflându-se situat pe paralela de 3° latitudine sudică, aici domnește o climă caldă tropicală umedă, cu diferențe mici între anotimpuri și a duratei zilelor. Tot timpul anului este cald (26 - 40 °C), cu o umiditate crescută a aerului (minimum  95%). În anotimpul ploios, din decembrie până în mai, plouă aproape zilnic, cantitatea anuală de precipitații depasind 2000 de {\displaystyle m^{3}}, ceea ce este o cantitate de 3 ori mai mare decât cantitatea medie de precipitații din Germania, de exemplu. Aversele de ploaie din Anzii Cordilieri fac ca nivelul apelor să prezinte o diferență de 14 m între anotimpul ploios și cel secetos.

## Religie
Majoritatea populației este creștină, de confesiune romano-catolică. Există de asemenea creștini de confesiune evanghelică și musulmani.

## Personalități
- Leonardo Ulrich Steiner (n. 1950), cardinal
- José Aldo (n. 1986), luptător arte marțiale